# Auto-Train Corporation
Auto-Train Corporation (sigle de l'AAR:AUT) était un chemin de fer américain de classe I qui possédait son propre matériel roulant, et circulait sur des lignes louées auprès de grosses compagnies pour desservir le centre de la Floride, la région de Washington, D.C. et le Midwest près de Louisville, Kentucky, dans les années 1970. Malgré le succès de ce service sur sa route initiale qui longeait l'autoroute Interstate highway 95 sur une bonne partie de la côte est à travers 5 états, la compagnie finit par faire faillite après 10 ans d'activité. En 1983, l'Amtrak inaugura un service similaire sous le même nom, lequel devint l'un des services les plus populaires de la compagnie.

## Le Service Auto-Train: 1971-1981

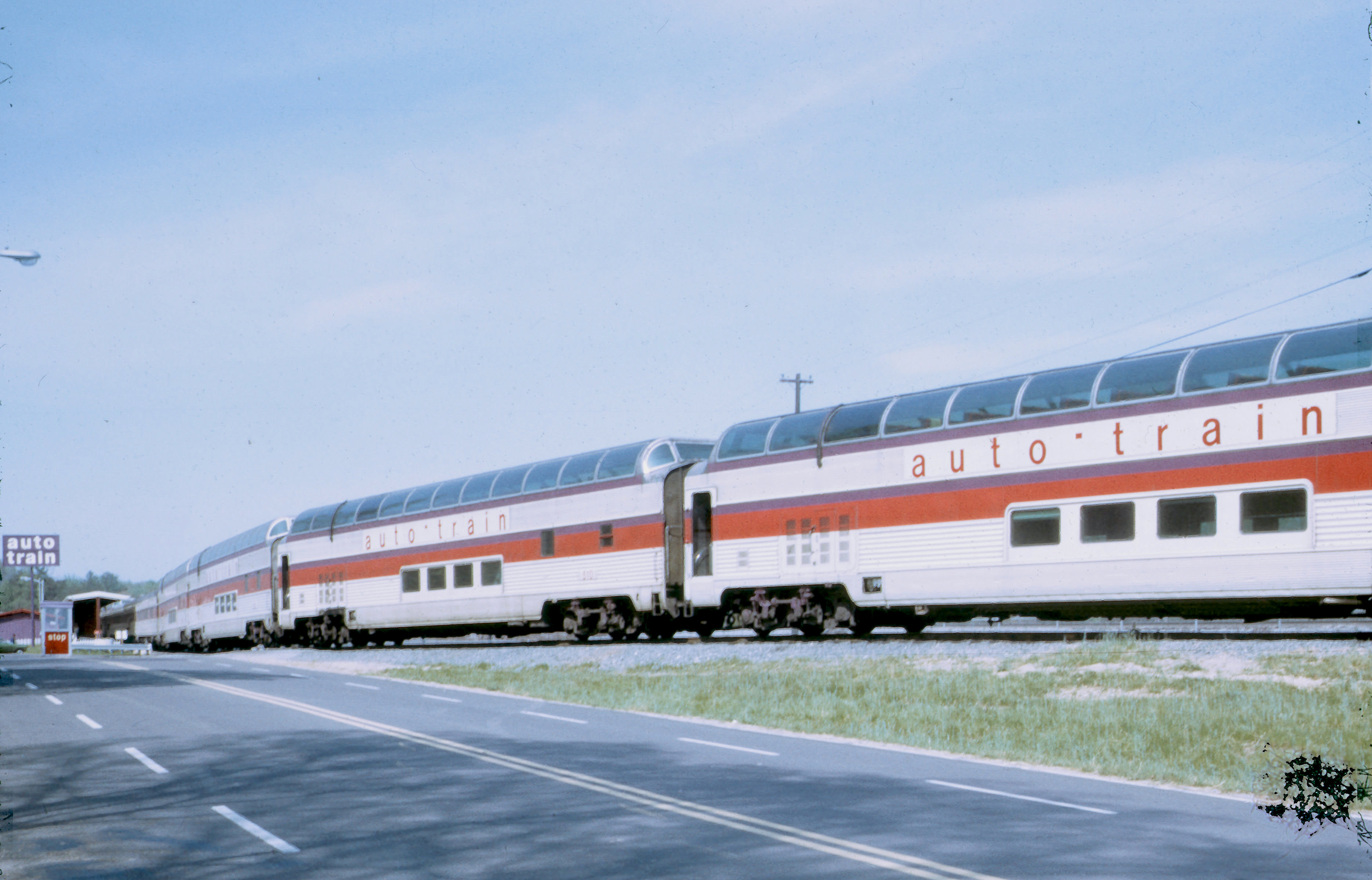
Wagons du Autorain, en 1973

Eugene K Garfield, un ancien employer du Department of Transportation, imagina le concept du Service auto-train. L'auto-train était composé de voitures de voyageurs, de wagons porte-autos, et de caboose; il permettait aux familles de se déplacer en toute tranquillité avec leurs voitures, sans se soucier de la location de véhicule à l'arrivée. 
La compagnie commença son exploitation le 6 décembre 1971 entre Lorton, Virginie et Sanford, Floride. Elle possédait ses propres locomotives et wagons, mais elle devait louer des droits de passages sur les lignes du Seaboard Coast Line Railroad (SCL) et du Richmond, Fredericksburg and Potomac Railroad (RF&P). Cette ligne connut un succès immédiat; elle traversait 5 États de la côte est, et était parallèle à l'interstate 95 caractérisée par son trafic autoroutier incessant.
Fort de ce succès, la compagnie lança la liaison Louisville, Kentucky / Sanford, Floridae. Mais le taux de remplissage était faible. À cela s'ajouta une augmentation des coûts de fonctionnement et quelques accidents spectaculaires. Auto-Train Corporation finit par faire banqueroute à la fin avril 1981. 
Ce service qui exista presque 10 ans, était très apprécié par les voyageurs les plus âgés qui embarquaient avec leurs voitures pour aller de la Virginie à la Floride.

## La renaissance du service par l'Amtrak
Après 2 ans d'absence, un service du même nom fut réactivé en 1983 par le National Railroad Passenger Corporation (Amtrak), qui exploite la majorité des trains de voyageurs intercités à travers les États-Unis.
De nos jours, l'Auto Train d'Amtrak transporte environ 200 000 voyageurs, ce qui génère à peu près 50 millions de dollars de revenus annuels. C'est le service le plus populaire et le plus rentable de l'Amtrak.
Face au succès de l'Auto Train, la gare de Sanford construit un nouveau terminus grâce à l'argent du Recovery Act.